# Залізноноса Босорканя

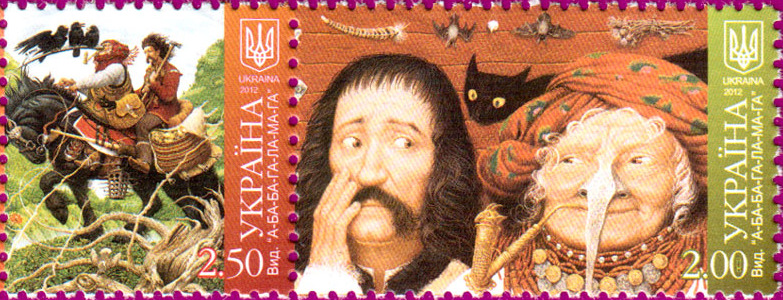
Марка, що присвячена казці

«Залізноноса Босорканя» (також «Залізноноса баба») — українська народна казка, мотиви цієї чарівної казки поєднуються з побутовими.
Босорка — міфологічний персонаж народів Карпат (угорців, румунів, слов'ян), відьма або чаклун з рисами вампіра.

## Сюжет
У казці розповідається про одну людину, яка мала стільки діточок, скільки в ґратах дірочок, і ще однією більше. Після смерті дружини йому не було чим годувати дітей, і він, узявши на плече сокиру, зібрався в дорогу.
У темному лісі виявив він хатину, де було тепло й світло. У кутку хатини сиділа потворна стара з довгим залізним носом, що назвалася матір'ю чорта, який може забрати чоловіка до пекла. Врятувати його стара може тільки за однієї умови — якщо чоловік візьме її за дружину; заодно отримає багатий посаг, яким забезпечить своїх дітей. Від безвиході чоловік погодився, стара завела його в підземну комору, де вони навантажили мішки з добром і рушили додому до чоловіка на возі, запряженому віслюком.
В дорозі чоловік думав, як позбутися старої, і на відпочинку на узліссі, коли відьма задрімала, відрубав їй ніс. Ніс переламався, стара дико закричала і померла. Почувши крик матері, на допомогу їй з пекла кинувся чорт. Чоловік щодуху на віслюкові дістався додому, але на порозі чорт його перехопив і хотів убити. На крик вибігли з хати на двір голодні діти. Кинулися вони до біса, вигукуючи, мовляв, обдеруть з нього шкіру і зшиють черевики, з рогів зроблять дудки, а м'ясо піде на їжу. Чорт злякався, кинувся в ліс, на узліссі схопив свою мертву матір і потім скочив у пекло. З того часу чоловік з дітьми став найбагатшою людиною в селі, живучи в добрі та достатку.